# 아르메니아-아제르바이잔 국경 위기

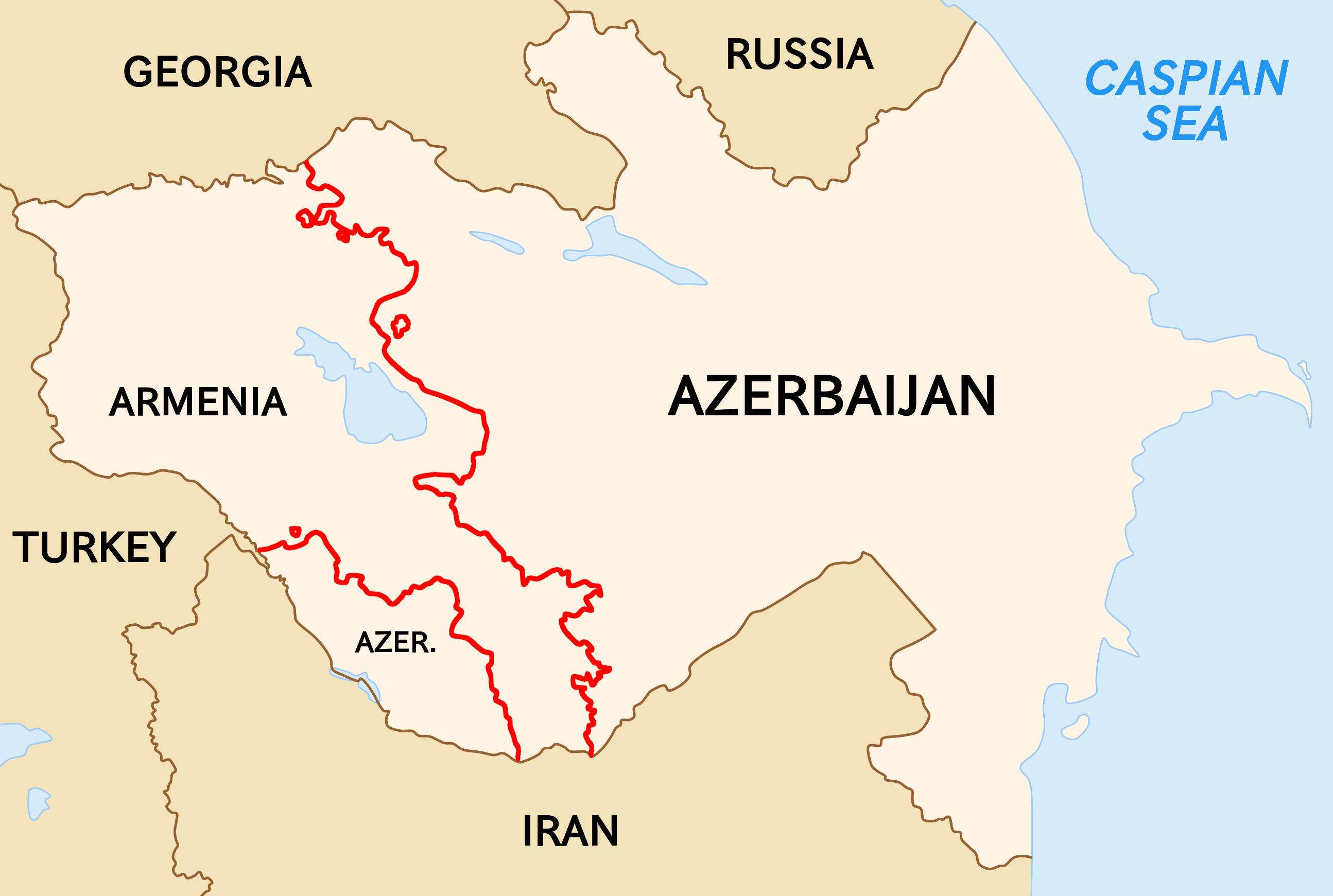
국제적으로 공인된 아제르바이잔-아르메니아 주 국경의 지도로, 빨간색으로 표시되어 있다.

아르메니아-아제르바이잔 국경 위기는 아르메니아와 아제르바이잔이 2021년 5월 12일부터 아제르바이잔 군인들이 슈니크주와 게가르쿠니크주를 통해 수 킬로미터를 건너 아르메니아로 진입한 이후 국경 분쟁을 벌이고 있는 것이다. 유럽 의회, 미국, 프랑스에서 탈퇴하라는 국제적 요구에도 불구하고, 아제르바이잔은 국제적으로 인정된 아르메니아 영토 중 최소 215제곱킬로미터(83제곱마일)를 점유하면서 아르메니아 땅에 주둔해 왔다. 이 점령은 아제르바이잔 정부가 아르메니아와의 협상 속도에 만족하지 않을 때 국경 간 싸움을 유발하고 휴전 위반을 조장하는 패턴을 따르고 있다.

## 같이 보기
- 제1차 나고르노카라바흐 전쟁
- 2020년 나고르노카라바흐 휴전 협정
- 구소련 지역의 분쟁
- 제2차 나고르노카라바흐 전쟁
- 2023년 아제르바이잔의 나고르노카라바흐 공세